# Напрєєнко Олександр Костянтинович
Олександр Костянтинович Напрєєнко (нар. 2 травня 1950 року, м. Каунас, Литовська РСР) — український науковець, лікар-психіатр, доктор медичних наук, професор, Заслужений діяч науки і техніки України. Завідувач катедри психіатрії та наркології Національного медичного університету імені О. О. Богомольця.

## Із життєпису
У 1973 році закінчив навчання на лікувальному факультеті Київського медичного інституту, після чого три роки працював терапевтом та головним лікарем сільської лікарні на Чернігівщині. В 1976 році пройшов фахову спеціалізацію за напрямком «Психіатрія». З 1976 до 1986 років працював психотерапевтом та молодшим науковим співробітником у Республіканському центрі сексопатології при Науково-дослідному інституті урології та нефрології. У 1981 році захистив кандидатську дисертацію за спеціальністю «психіатрія».
З 1986 року працює в Національному медичному університеті ім. О. О. Богомольця: спочатку асистентом, доцентом, а з 1991 року — завідувачем катедри психіатрії та наркології. У 1991 році здобув ступінь доктора наук, з 1992 року має наукове звання професора.
У 1997—2000 роки обіймав посаду члена експертної ради Вищої атестаційної комісії України. У 1998—2005 та 2013 роках — головний психіатр Міністерства охорони здоров'я України.

## Наукова діяльність
Співзасновник української школи психосоматичної медицини та науково-практичного напрямку екологічна психіатрія. Зробив значний внесок у розвиток медичної психології, психотерапії, вивчення проблем депресії та наркологічних захворювань. Учасник підготовки Закону України «Про психіатричну допомогу».
Окремі праці:
- Психическая саморегуляция / А. К. Напреенко, К. А. Петров. — К.: Здоров'я, 1995. — 238 с., рис. — ISBN 5-311-00849-0;
- Экологическая психиатрия / А. К. Напреенко, К. Н. Логановский. — К.: [б.в.], 1997. — 96 с. — ISBN 966-530-023-7;
- Психіатрія і наркологія: підруч. для студ. вищ. мед. навч. закл. III—IV рівнів акредитації / [О. К. Напрєєнко та ін.]; за ред. проф. О. К. Напрєєнка. — К.: Медицина, 2011. — 527 с. — Бібліогр.: с. 501—504. — ISBN 978-617-505-130-6;
- Алкогольна залежність: клініка, терапія та реабілітація: монографія / Л. В. Животовська [та ін.]. — Полтава: АСМІ, 2013. — 257 с.: рис., табл. — Бібліогр.: с. 215—255. — 350 прим. — ISBN 978-966-182-228-2;
- Клінічна психофармакологія: навч. посіб. для студентів вищ. мед. (фармацевт.) навч. закл. / О. К. Напрєєнко, М. В. Хайтович. — Київ ; Вінниця: Нілан, 2016. — 173 с.: рис., табл. — Бібліогр.: с. 171—173 . — 300 прим. — ISBN 978-966-924-400-0[1].